# Darren Cahill
Darren Cahill, född 2 oktober 1965 i Adelaide, Australien, är en tennistränare och tidigare professionell tennisspelare. Han vann två singeltitlar och tretton dubbeltitlar under sin aktiva karriär. Han har tränat både Lleyton Hewitt och Andre Agassi.